# سئوی ناگه
سئوی ناگه (به ژاپنی: 背負い投げ)-(به انگلیسی: Seoi nage) یکی از فنون و تکنیک‌های دستهٔ ناگه-وازا رشتهٔ ورزشی جودو است که در زیردستهٔ ته-وازا دسته‌بندی می‌شود. هدف از این تکنیک، واردآوردن فشار و درگیرکردن بازوی حریف است.